# 바라타
바라타(산스크리트어: भरत Bharata)는 힌두 문학에 등장하는 전설적인 황제이다. 그는 찬드라밤사 왕조의 일원이며, 차크라바르티가 된다. 그는 판다바, 카우라바, 브리하드라타, 자라산다의 조상으로 여겨진다.
바라타의 전설은 마하바라타의 아디 파르바에 나오며, 그는 두샨타와 샤쿤탈라의 아들로 언급된다. 그의 부모와 탄생에 대한 이야기는 칼리다사의 유명한 희곡인 아비즈냐나샤쿤탈라에 실려 있다. 그는 라자르시 비슈바미트라의 후손이다.
널리 알려진 전통에 따르면, 인도 아대륙의 전통적인 이름 중 하나인 바라타는 바라타의 이름을 따서 지어졌다.
많은 묘사에서 그를 디그비자야 차크라바르틴 삼라즈 사르바다마나 바라타(산스크리트어: दिग्विजय-चक्रवर्तिन्-सम्राज्-सर्वदमन भरत; sa)라고 부른다.

## 전설

### 마하바라타
마하바라타에 따르면, 두샨타 왕은 숲에서 사냥을 하던 중 현자 칸바의 아슈람에 도착했다. 현자가 없는 동안 그의 양녀 샤쿤탈라가 두샨타를 맞이했고, 그는 그녀의 아름다움에 반했다. 샤쿤탈라는 자신이 어떻게 태어났는지, 즉 천상 요정 메나카와 현자 비슈바미트라의 결합으로 태어나 현자 칸바에게 길러졌는지를 이야기했다. 두샨타는 샤쿤탈라와 결혼하고 싶다는 뜻을 밝혔고, 샤쿤탈라는 그들의 결합으로 태어난 아들을 왕위에 앉혀야 한다는 조건으로 동의했다. 두샨타는 동의하고 간다르바식 결혼에 따라 샤쿤탈라와 결혼했다. 그 후 두샨타는 자신의 왕국으로 떠났다. 한편, 칸바 현자는 샤쿤탈라와 두샨타의 결혼 소식을 듣고 그녀가 황제를 낳을 것이라고 밝혔다. 곧 샤쿤탈라는 두샨타의 아들을 낳았고, 그에게 차크라바르티가 될 운명임을 나타내는 차크라 표식이 오른손에 있는 사르바다마나라는 이름을 지어주었다. 사르바다마나는 1만 마리 코끼리의 힘을 가지고 태어났으며, 어린 시절에도 야생 맹수를 제압하고 길들일 수 있었다. 몇 년 후, 칸바 현자는 샤쿤탈라에게 아들을 두샨타에게 데려가라고 조언했다. 그러나 두샨타가 그녀와 아들을 알아보지 못하자 샤쿤탈라는 깜짝 놀랐다. 하지만 신성한 목소리가 사르바다마나가 진정 두샨타의 아들임을 확인해주고 아이의 이름을 바라타로 개명했다. 두샨타는 바라타가 자신의 아들임을 알고 있었지만, 사람들이 자신의 부모 관계를 의심할까 봐 두려워 인정하지 않았다고 고백했다.
결국 바라타는 왕이 되어 세상을 정복했다. 드로나 파르바에 따르면, 바라타는 1,800번의 아슈바메다 야그나, 100번의 라자수야 야그나, 그리고 수백 번의 바자페야 야그나를 수행했다. 바라타의 할아버지인 칸바 현자가 그의 모든 희생 의식을 주관했으며, 황제는 할아버지에게 수많은 말과 10조 개의 금화를 기증했다. 바라타는 비다르바의 세 공주와 결혼했지만, 이 아내들에게서 태어난 아들들은 너무 잔인하여 살해당했다. 바라타는 데바에게 아들을 달라고 간청했고, 그들은 그에게 비타타라고도 불리는 바라드바자라는 아들을 주었다. 다른 기록에 따르면, 바라드바자는 바라타에게 부만유라는 아들을 축복했다. 바라타는 2만 7천 년 동안 통치했으며, 그리하여 그가 물려받고 확장한 왕국은 그의 이름을 따서 바라타로 알려지게 되었다.

### 아비즈냐나샤쿤탈라

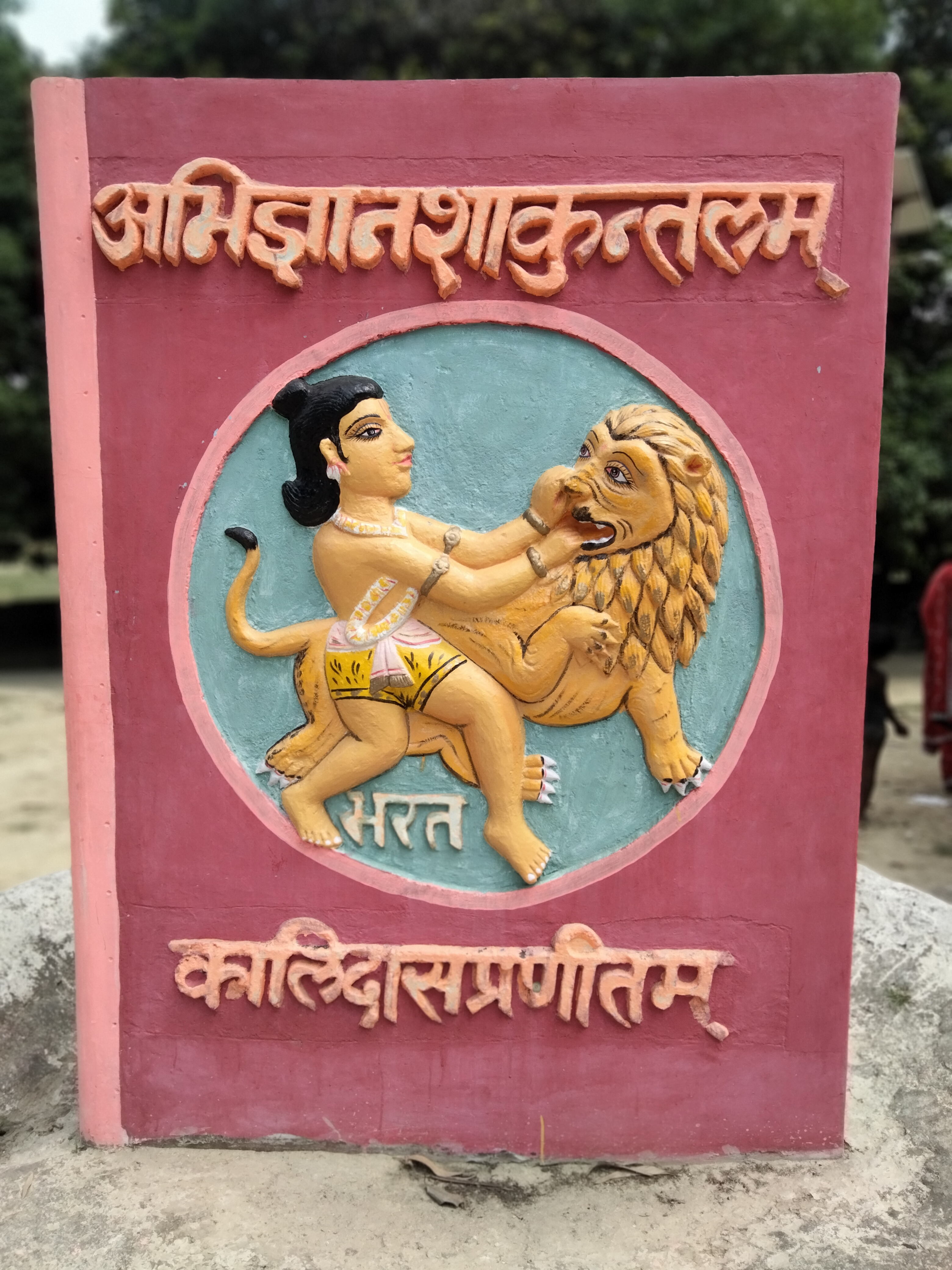
비하르주 미틸라 지역 마두바니구 우차이스 마을의 칼리다스 디흐에 있는 아비즈냐나샤쿤탈람 책상

시인 칼리다사에 의해 극화된 사건에 따르면, 두샨타 왕은 숲에서 사냥을 하던 중 샤쿤탈라와 결혼했다. 그는 샤쿤탈라의 아름다움에 매료되어 왕실 방식으로 구애하고 그녀와 결혼했다. 그리고 그는 수도의 일을 처리하기 위해 떠나야 했다. 그녀는 왕에게 반지를 받았는데, 궁정에 나타날 준비가 되었을 때 그에게 제출해야 했다. 샤쿤탈라는 카샤파 현자에게 사르바다마나라는 이름을 받은 아들을 낳았다. 야생 동물들에게만 둘러싸인 사르바다마나는 강한 아이로 자랐고, 호랑이와 사자의 입을 벌려 이빨을 세는 것을 놀이로 삼았다.

### 자녀
바라타에게는 부만유라는 아들이 있었다. 마하바라타의 아디 파르바는 부만유의 탄생에 대해 두 가지 다른 이야기를 전한다. 첫 번째 이야기는 바라타가 카시 왕국의 왕 사르바세나의 딸 수난다와 결혼하여 그녀에게 부만유라는 아들을 낳았다고 한다. 두 번째 이야기에 따르면, 바라타에게는 세 명의 아내가 있었고, 그들로부터 아홉 명의 아들을 낳았다. 그러나 이 아들들은 그들의 아버지와 같지 않았고 그의 후계자가 될 능력이 없었다. 바라타의 불만을 본 그의 아내들은 분노하여 모든 아들을 죽였다. 그러자 바라타가 현자 바라드바자의 도움을 받아 행한 위대한 희생으로 부만유가 태어났다.
스칸다 푸라나는 바라타의 양자에 대한 다른 기록을 제공한다. 앙기라스의 아들 우타티야의 아내 마마타가 임신했을 때, 우타티야의 남동생 브리하스파티는 욕망에 사로잡혀 마마타를 찾았다. 그러나 그녀의 자궁에 있는 아이가 브리하스파티의 정액이 착상하는 것을 막았다. 대신 아이는 마마타에 의해 태어났다. 마마타와 브리하스파티는 아이의 양육권을 놓고 다투기 시작했다. 결국 그들은 어린 소년을 버렸다. 마루트 신들이 그 소년을 입양하여 바라드바자라는 이름을 지어주었다. 바라타의 아내들이 모든 아들을 죽였을 때, 마루트 신들은 바라드바자를 바라타에게 주었다. 비타타라고도 알려진 바라드바자는 왕이 되었다.

## 같이 보기
- 라구
- 이크슈바쿠
- 야두

## 참고 문헌
- Ganguly, KM (2006) [1883], 《The Mahabharata of Krishna-Dwaipayana Vyasa》 Drona Parva Section LXVIII판, Sacred Texts
- Mackenzie, Donald A (2004) [1913], 《Indian Myth and Legend, CHAPTER IX: Prelude to the Great Bharata War》, Sacred Texts